# Картрайт, Ричард Джон
Ричард Джон Картрайт (англ. Richard John Cartwrigt; 4 декабря 1835, Кингстон, Верхняя Канада — 24 сентября 1912, Кингстон, Канада) — канадский предприниматель и государственный деятель. Представлял в парламенте вначале Консервативную партию, а после разрыва с её руководством — Либеральную, министр финансов и министр торговли в либеральных правительствах Макензи и Лорье. Рыцарь-командор (1879) и рыцарь Большого креста (1897) ордена Святых Михаила и Георгия, член Тайного совета Британской империи (1902), лицо национального исторического значения Канады (1938).

## Биография
Ричард Картрайт, родившийся в 1835 году, был вторым сыном Роберта Дэвида Картрайта и Гарриет Доббс. Со стороны отца он происходил из семьи консервативных лоялистов. Его дед, также носивший имя Ричард, был видным кингстонским землевладельцем и предпринимателем, а дядя Джон Соломон Картрайт — депутатом законодательного собрания провинции Канады, где в 1840-е годы вместе с другими консерваторами противостоял реформам Лафонтена и Болдуина. Отец Ричарда, однако, вместо занятий бизнесом и политикой стал англиканским священником. Он умер от туберкулёза в 1743 году, оставив сиротами трёх сыновей, старшим из которых был Ричард.
Ричард получил начальное образование в частной школе в Канаде и в 1851 году вместе с братом поступил в дублинский Тринити-колледж. Проучившись в Ирландии пять лет, он, однако, не получил академической степени, хотя, вероятно, именно тогда познакомился со своей будущей женой — Фрэнсис Джейн Лоу из Корка. Вернувшись в Канаду в 1856 году, он некоторое время изучал право в Кингстоне, но адвокатской лицензии также не получил, вместо этого занявшись бизнесом. В 1859 году Картрайт женился на Фрэнсис Лоу, которая родила ему семерых сыновей и трёх дочерей.
Как коммерсант Картрайт занимался финансовыми вложениями в различных сферах, среди которых важное место занимала торговля недвижимостью. Среди его приобретений были значительные участки земли в Напани к западу от Кингстона и в графстве Леннокс и Аддингтон. Позже, в 1880-е годы, он приобрёл также большое количество земель в Манитобе, где один из новых посёлков получил название Картрайт. Он занимал пост президента Коммерческого банка (обанкротившегося в 1867 году), президента Фронтенакского ссудного и инвестиционного общества и директора Канадской компании страхования жизни, а такеже директора Кинстонской и Пемброкской железной дороги. В качестве директора Bedford Navigation Company Картрайт сыграл заметную роль в развитии этой компании, занимавшейся добычей железа и графита, он возглавлял Канадскую золотую компанию и был акционером в Kingston and Sherbrooke Gold Mining Company (Новая Шотландия). В конце 1860-х и начале 1870-х годов общая сумма его инвестиций превышала 40 тысяч долларов.
Политическую карьеру Картрайт начал в 1863 году. Баллотируясь как независимый консерватор, он победил действующего депутата законодательного собрания от графства Леннокс и Аддингтон. В первые годы в парламенте у него сложились дружеские отношения с лидером консерваторов Верхней Канады Джоном А. Макдональдом, и после того как тот в 1867 году возглавил правительство Доминиона Канады, Картрайт некоторое время последовательно поддерживал это правительство. Эта поддержка продолжалась даже несмотря на отказ Макдональда и его коллеги по правительству Картье выделить в 1867 году Коммерческому банку ссуду в размере 1,5 млн долларов, которая могла бы предотвратить его банкротство.
Начало разрыву Картрайта с руководством консерваторов и его политическому сближению с либералами было положено назначением на пост министра финансов бывшейго премьера провинции Канады Фрэнсиса Хинкса. Эту эволюцию объясняют по-разному. Существуют мнения, что Картрайт сам рассчитывал получить должность министра финансов, что на его охлаждение к Макдональду повлиял крах Коммерческого банка или что он был убеждённым противником политической коррупции и питал личную неприязнь к Хинксу, которого в 1850-е годы в ней обвиняли.
До 1873 года Картрайт оставался независимым консервативным депутатом, постепенно всё чаще голосуя по разным вопросам вместе с либералами. Окончательный разрыв с Макдональдом и его партией последовал после Тихоокеанского скандала 1873 года, когда Картрайт стал одним из самых активных критиков коррупции в консервативных кругах. Когда правительство Макдональда пало и в ноябре 1873 года лидер либералов Александр Макензи сформировал новый кабинет, Картрайт мог рассчитывать в нём на важный пост. После того, как несколько ветеранов либеральной партии отклонили предложение Макензи возглавить министерство финансов, на эту должность был назначен Картрайт.
В качестве министра финансов Картрайт провёл некоторые управленческие реформы, в том числе учредив пост генерального аудитора. В целом, однако, работа в министерстве финансов оказалась сопряжена с проблемами, так как экономика страны пострадала в первые годы Долгой депрессии. Будучи убеждённым апологетом свободного рынка и категорическим противником протекционизма (который он называл «антибританским»), Картрайт не сумел сработаться с канадскими производителями, требовавшими увеличения таможенных тарифов для защиты внутреннего рынка от американских конкурентов. Он также выступал за отмену планов по строительству трансконтинентальной железной дороги, доказывая, что её стоимость непомерно велика для молодого государства. В отличие от своего министра финансов Макензи, осознавая, что строительство обойдётся очень дорого, в то же время понимал важность дороги для канадской государственности. В целом правительство Макензи оставалось неустойчивым из-за постоянных конфликтов премьер-министра с Картрайтом и ещё одним лидером либералов — Эдвардом Блейком.
В сентябре 1878 года либералы потерпели тяжёлое поражение на парламентских выборах. Сам Картрайт впервые проиграл в Ленноксе, где против него объединили усилия консерваторы и Оранжевый орден, чьи позиции в вопросах отношений государства и религии он критиковал. В ноябре 1878 года Картрайт всё же прошёл в парламент, избравшись от удобного для либерального кандидата округа Центральный Гурон. Вскоре после этого, в 1879 году, он был произведён в рыцари-командоры ордена Святых Михаила и Георгия.
Картрайт и либералы оставались в оппозиции до 1896 года. К выборам 1882 года округ Центральный Гурон был ликвидирован, и Картрайт, баллотировавшийся от Центрального Уэллингтона, снова потерпел поражение. В 1883 году он был переизбран в парламент от округа Южный Гурон, а следующие четыре цикла выборов провёл как депутат от Южного Оксфорда. Его отношения с Блейком, возглавившим партию после Макензи, были неровными, но когда в 1887 году пост лидера занял Вильфрид Лорье, Картрайт стал вторым лицом партии в провинции Онтарио. С 1887 по 1991 год он был финансовым критиком от оппозиции, постоянно нападая на Национальную политику консерваторов, которую винил в падении цен на недвижимость, больших правительственных расходах и росте эмиграции в США. Картрайт выступал как главный апологет свободной торговли с США, которая, по его мнению, должна была привести к экономическому росту Канады. Резко враждебным было его отношение к правительству консерваторов и в областях, далёких от экономики. Он, в частности, поддержал парламентскую обструкцию закона об избирательном праве 1885 года, принятие которого заняло полгода, а в 1890 году сыграл ключевую роль в отставке депутата-консерватора Джона Чарльза Райкерта, которого обвинял в коррупции.
Хотя борьба против Национальной политики принесла либералам несколько дополнительных мандатов в Онтарио в 1891 году, эти выборы тоже остались за консерваторами, и после них уже в самой Либеральной партии усилились позиции противников неограниченной свободной торговли. В результате влияние Картрайта в партии начало снижаться. На выборах 1896 года его отправили вести кампанию в сельские районы, подальше от промышленных центров, где поддержка таможенных тарифов была высокой. После того, как либералы одержали победу на выборах, Лорье назначил министром финансов Уильяма Филдинга, а Картрайту предложил возглавить министерство торговли. В прошлом Картрайт неоднократно критиковал это министерство как дорогостоящий инструмент патронажа, позволявший консерваторам распределять контракты и привилегии, но в итоге согласился на предложение Лорье на всём протяжении пребывания у власти его кабинета.

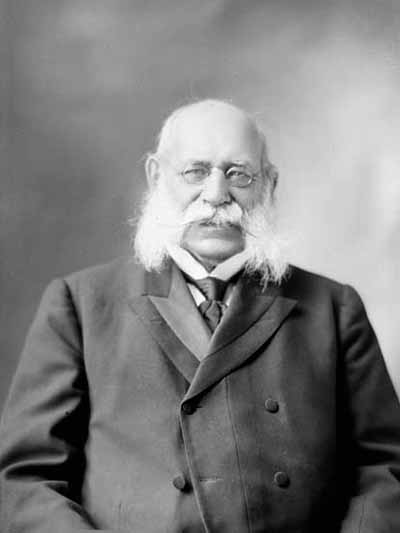
Картрайт в 1908 году

В качестве министра торговли Картрайт способствовал расширению сети торговых связей Канады за рубежом, но в целом, страдая от ухудшавшегося здоровья, не уделял министерской работе много внимания, проводя большую часть времени в Кингстоне или на лечении. В 1897 году он был произведён в рыцари Большого креста ордена Святых Михаила и Георгия, в 1902 году стал членом Тайного совета Британской империи, а в 1904 году оставил Палату общин, получив место в Сенате Канады. В периоды отсутствия Лорье Картрайт исполнял обязанности премьер-министра, а в 1909—1911 годах был лидером правящего большинства в Сенате.
Картрайт умер у себя дома в Кингстоне в сентябре 1912 года после операции по удалению грыжи. Коммерческие успехи создали ему репутацию миллионера. Однако значительную часть своих средств он потратил на собственные предвыборные кампании и поддержку Либеральной партии. В итоге наследникам, среди которых было шесть выживших сыновей, он оставил лишь около 230 тысяч долларов. Похоронен на кингстонском кладбище Катараки. В 1938 году включён в список лиц национального исторического значения Канады